# Аннелі Ергардт
Аннелізе Ергардт (нім. Anneliese Ehrhardt; дошлюбне прізвище — Янс (нім. Jahns); 18 червня 1950 — 22 жовтня 2024) — німецька легкоатлетка, яка спеціалізувалася в бігу з бар'єрами. На міжнародних змаганнях представляла Німецьку Демократичну Республіку.

## Життєпис
Олімпійська чемпіонка з бігу на 100 метрів з бар'єрами (1972).
Багаторазова чемпіонка та призерка чемпіонатів та Кубків Європи з бар'єрного спринту (60 метрів у приміщенні та 100 метрів — просто неба).
11-разова чемпіонка НДР.
У 1976 в Монреалі на своїй другій Олімпіаді через травму не змогла виступати на повну силу. У другому півфінальному забігу посіла третє місце, що дозволило їй пройти до фіналу, однак радянська спортсменка Любов Кононова, яка бігла у цьому ж забігу, вийшла за межі своєї доріжки та зіштовхнулась зі срібною призеркою попередньої Олімпіади румункою Валерією Буфану, яка через це була лише шостою. Кононова була дискваліфікована, забіг повторили. У повторному забігу Ергардт посіла п'яте місце і не потрапила до фіналу.
Завершила спортивну кар'єру невдовзі після Олімпіади-1976.
Ексрекордсменка світу та Європи з бігу на 100 та 200 метрів з бар'єрами.
У шлюбі з 1970 із Манфредом Екгардтом, учасником Олімпійських ігор-1968 у веслуванні на байдарках та каное.
Пішла з життя, маючи 74 роки.

## Основні міжнародні виступи
| Рік  | Змагання                      | Місто     | Місце | Дисципліна | Примітки         |
| ---- | ----------------------------- | --------- | ----- | ---------- | ---------------- |
| 1971 | Чемпіонат Європи в приміщенні | Софія     | 2     | 60 м з/б   |                  |
| 1971 | Чемпіонат Європи              | Гельсінкі | 2     | 100 м з/б  |                  |
| 1972 | Чемпіонат Європи в приміщенні | Гренобль  | 1     | 50 м з/б   |                  |
| 1972 | Олімпійські ігри              | Мюнхен    | 1     | 100 м з/б  | Відео на YouTube |
| 1973 | Чемпіонат Європи в приміщенні | Роттердам | 1     | 60 м з/б   |                  |
| 1973 | Кубок Європи                  | Единбург  | 1     | 100 м з/б  |                  |
| 1974 | Чемпіонат Європи в приміщенні | Гетеборг  | фDNS  | 60 м з/б   |                  |
| 1974 | Чемпіонат Європи              | Рим       | 1     | 100 м з/б  |                  |
| 1975 | Чемпіонат Європи в приміщенні | Катовиці  | 2     | 60 м з/б   |                  |
| 1975 | Кубок Європи                  | Ніцца     | 1     | 100 м з/б  |                  |
| 1976 | Олімпійські ігри              | Монреаль  | 2пф5  | 100 м з/б  |                  |